# Guifred Borrell de Barcelone
Guifred II Borrell de Barcelone, né vers 880 ou vers 874 et mort le 26 avril 911 à Barcelone, est comte de Barcelone, Gérone et Ausona de 897 à 911, succédant à son père Guifred le Velu.

## Mariage et descendance

### La comtesse Garsinde et ses origines
À partir du 29 novembre 898, on retrouve aux côtés du comte Guifred Borrel une épouse nommée Garsinde, dont l'origine n'est pas connue avec certitude. 
Le généalogiste Szabolcs de Vajay (de) a proposé en 1980 d'en faire la fille du comte Eudes de Toulouse et de son épouse Garsinde d'Albi. Il appuyait cette hypothèse sur des arguments onomastiques : d'abord, le prénom Garsinde, que l'épouse de Guifred Borrell partagerait alors avec sa prétendue mère, l'épouse d'Eudes; ensuite, le nom de Richilde que le couple comtal a donné à leur fille et qui aurait été inconnu jusqu'alors dans la famille barcelonaise : Vajay supposait à ce nom une origine albigeoise, donc maternelle. La thèse de la provenance toulousaine de la comtesse Garsinde développée par Vajay a cependant été successivement rejetée par Martin Aurell et Christian Settipani, qui ont rappelé que le prénom Richilde avait été auparavant porté par l'une des sœurs de Guifred Borrell.
L'historien Ramon d'Abadal, reprenant une idée de F. Valls, a suggéré de faire de Garsinde une fille de la famille des comtes d'Empuries et de Roussillon, en s'appuyant sur l'histoire de la propriété du domaine de Tordera, dans le comté de Barcelone. Cette hypothèse a rencontré la faveur d'Aurell et de Settipani. La comtesse Garsinde pourrait être la fille du comte Suñer II d'Empúries (es) (mort en 915) et de son épouse Ermengarde.

### Descendance
Le comte de Barcelone et son épouse Garsinde semblent avoir eu plusieurs enfants, mentionnés dans une donation du 21 avril 907, mais seule une fille, Richilde, paraît avoir survécu jusqu'à l'âge adulte.  
Cette fille, prénommée Richilde comme l'une des sœurs de son père, épouse Odon, vicomte de Narbonne au début du Xe siècle. Pour Martin Aurell qui a étudié les pratiques matrimoniales des familles comtales catalanes, cette union représente, après un IXe siècle marqué par « l’endogamie à outrance », le « coup d'envoi des stratégies matrimoniales éloignées » de ces familles. Beaucoup d'autres mariages unissant des Catalan(e)s à des étrangers suivront.